# Lando Vannata
Landon Vannata, detto Lando (Neptune, 14 marzo 1992), è un lottatore di arti marziali miste statunitense di origini italiane.
Combatte nella divisione dei pesi leggeri per l'organizzazione statunitense UFC.

## Carriera nelle arti marziali miste

### Ultimate Fighting Championship
Vannata compie il suo debutto per l'UFC il 16 luglio 2016, quando viene chiamato come sostituto di Michael Chiesa per combattere Tony Ferguson a UFC Fight Night 91. Dopo un match molto combattuto viene sconfitto via sottomissione alla seconda ripresa. Entrambi i partecipanti riceveranno più tardi il riconoscimento Fight of the Night.
Torno sull'ottagono il 10 dicembre in occasione di UFC 206 per affrontare John Makdessi, imponendosi via KO al primo round grazie ad un calcio girato. Per la sua prestazione l'italostatunitense verrà più tardi premiato con il bonus Performance of the Night.